# Trichomma spatia
Trichomma spatia är en stekelart som beskrevs av Wang 1997. Trichomma spatia ingår i släktet Trichomma och familjen brokparasitsteklar. Inga underarter finns listade i Catalogue of Life.